# Castello di Abbotsbury

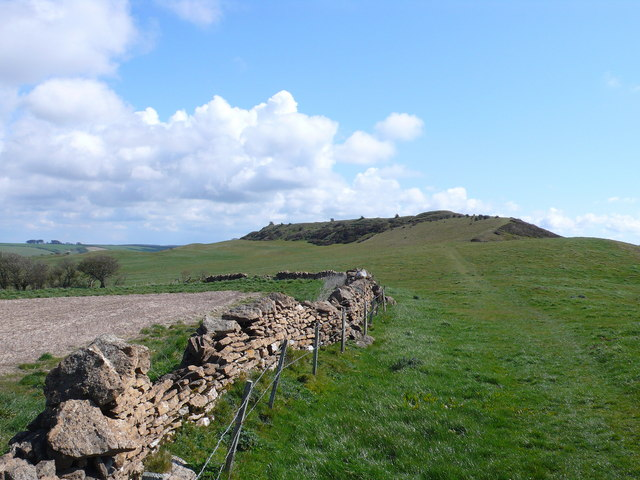
Rovine del castello dalle Tulks Hill

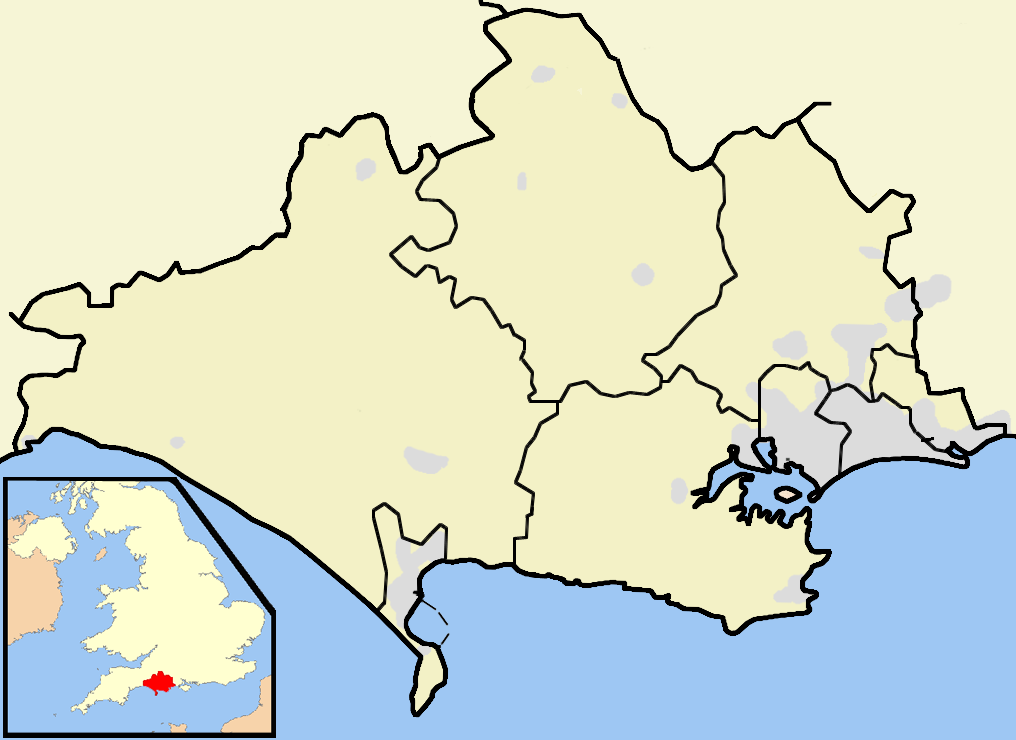
La regione in cui sorge il castello

Il castello di Abbotsbury (in inglese Abbotsbury Castle) è una fortezza di collina dell'età del ferro nel Dorset sud occidentale, in Inghilterra, situato in Wears Hill sopra il villaggio di  Abbotsbury, sette miglia ad ovest di Dorchester e dalla fortezza di Maiden Castle.
La fortezza fu occupata dalla tribù celtica dei Durotrigi, ed era situata su un'alta collina calcarea affacciata sulla Manica, creandone la linea di difesa dalle invasioni. Quando i Romani invasero la Britannia nel 43, la seconda legione augustea di Vespasiano si impossessò rapidamente della fortezza in una breve battaglia, prima di spostarsi a Maiden Castle. Non esistono prove che confermino uno stanziamento dei Romani nel Castello di Abbotsbury, così come per altre fortezze collinari inglesi.